# Leon Czolgosz
Leon Frank Czolgosz ([ˈt͡ʂɔwɡɔʂ], Czołgosz Alpena, 5 de mayo de 1873-Auburn, 29 de octubre de 1901) fue un anarquista estadounidense que asesinó al presidente de los Estados Unidos William McKinley al dispararle dos balas a quemarropa el 6 de septiembre de 1901. Czolgosz era hijo de inmigrantes polacos y nació en el estado de Míchigan, en los Estados Unidos.

## Antecedentes

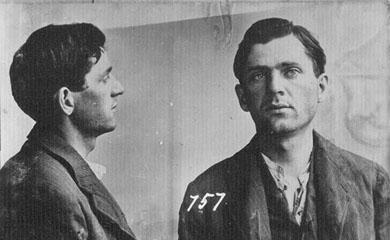
Fotografías prontuarias de Leon Czolgosz.

Después de contemplar varias huelgas en su juventud, se sintió atraído por el anarquismo, por lo que se dedicó a leer textos socialistas y anarquistas. Dijo haber leído con especial interés[cita requerida] los escritos de Emma Goldman y Alexander Berkman. El 6 de septiembre de 1901, durante la Exposición Panamericana, se acercó a corta distancia del presidente McKinley, quien creyó que se trataba de un admirador. Despreció la mano que le tendió el presidente y   en cambio, desenfundó su revólver y disparó dos tiros a quemarropa, causándole heridas de gravedad que lo tuvieron al borde de la muerte hasta el 14 de septiembre, fecha en que falleció por septicemia generalizada.
James Parker un hombre que se encontraba detrás de Czolgosz, golpeó al asesino en el cuello y le quitó el arma de su mano. Como Mckinley se desplomó hacia atrás, miembros de la multitud comenzaron a golpear a Czolgosz. "Sean gentiles con el muchacho" diría McKinley a los atacantes. La policía intervino para proteger a Czolgosz de la multitud enojada. Fue llevado a Buffalo a la casa del Precinto 13 en la calle de Austin 346 y encerrado en una celda hasta que fue trasladado a la sede de la policía.
Czolgosz fue sometido a un juicio sumario por medio de un gran jurado. El proceso en total duró ocho horas, desde la selección del jurado hasta el dictado de la sentencia que lo condenó a morir en la silla eléctrica. La sentencia se ejecutó el 29 de octubre en la prisión federal ubicada en la localidad de Auburn, en el estado de Nueva York. Sus últimas palabras fueron:

Yo maté al presidente porque era un enemigo de la gente buena, los buenos trabajadores. No siento remordimiento por mi crimen.

A continuación señaló:

Lamento no poder ver a mi padre.

La escritora y activista Emma Goldman mostró simpatía por él y lo defendió, aunque no apoyó el magnicidio. Nunca quedó clara su adhesión real al anarquismo, debido a que era desconocido en los círculos anarquistas; por ello, desde un inicio, esta se puso en duda. Sin embargo, sus acciones van en consonancia con una corriente minoritaria dentro del anarquismo de finales del siglo XIX, que propugnaba la teoría de la propaganda por el hecho de forma violenta y que alentaba a los atentados magnicidas o tiranicidios.

## En el mundo contemporáneo
- En Chile existió un grupo anarquista  denominado Fuerzas Autónomas y Destructivas León Czolgosz, el cual ha realizado algunos atentados, como por ejemplo:
  - Atentado con bomba contra la sede de la Agencia Nacional de Inteligencia (el 28 de enero de 2006).
  - Atentado con bomba contra la Embajada del Reino Unido (el 15 de julio de 2007).
  - Atentado fallido con bomba contra el Estacionamiento del Club Social de la Policía de Investigaciones de Chile (el 15 de octubre de 2008).